# Marchélepot-Misery
Marchélepot-Misery es una comuna nueva francesa situada en el departamento de Somme, de la región de Alta Francia.

## Historia
Fue creada el 1 de enero de 2019, en aplicación de una resolución del prefecto de Somme de 28 de septiembre de 2018 con la unión de las comunas de Marchélepot y Misery, pasando a estar el ayuntamiento en la antigua comuna de Marchélepot.

## Demografía
Según los datos aportados en la resolución del prefecto de Somme, la comuna se crea con 609 habitantes.

## Composición
| Comuna fusionada | Código INSEE | Población (2016) | Superficie (km²) | Densidad (hab./km²) |
| ---------------- | ------------ | ---------------- | ---------------- | ------------------- |
| Marchélepot      | 80509        | 472              | 5.27             | 90                  |
| Misery           | 80551        | 128              | 3.28             | 39                  |